# Syzygium sharonae
Syzygium sharonae är en myrtenväxtart som beskrevs av Bernard Patrick Matthew Hyland. Syzygium sharonae ingår i släktet Syzygium och familjen myrtenväxter. Inga underarter finns listade i Catalogue of Life.